# Височанське газове родовище
Височанське газове родовище — одне з родовищ Красноріцького газоносного району Східного нафтогазоносного регіону України.

## Опис
Розташоване у 10 км на північний захід від м.Слов'яносербськ, поблизу села Кримське Новоайдарського району.
Доведені запаси родовища оцінюються у 0,32 млрд.м3, ресурси — у 0,92 млрд.м3.
В 2004 році тут розпочала геологічні роботи група компаній «ГЕО Альянс» (для розробки структури створена компанія «ГЕО Альянс Височанське»). 2007-го компанія отримала право на дорозвідку (включаючи дослідно-промислову експлуатацію) та подальше видобування вуглеводнів на Височанському родовищі на період до 2024 року. У 2013-му повідомлялось про наміри для початку видобутку провести операцію з гідророзриву пласта на свердловині № 2 та спорудити свердловину № 3.
В процесі підготовки до спорудження останньої у січні 2014-го встигли провести громадські слухання. Проте невдовзі на Донбасі розпочались бойові дії в ході російської збройної агресії проти України. Зимою 2014/2015 років поблизу Кримського відбувались одні з найжорстокіших боїв. В таких умовах підготовка до розробки родовища була зупинена.